# Denham (Mid Suffolk)
Denham – wieś w Anglii, w hrabstwie Suffolk, w dystrykcie Mid Suffolk. Leży 29 km na północ od miasta Ipswich i 128 km na północny wschód od Londynu.